# Јужноафричка дивља мачка
Јужноафричка дивља мачка (лат. Felis lybica cafra) је афричка подврста дивље мачке поријеклом из јужне и источне Африке. У 2007. години је условно препозната као посебна подврста на основу генетске анализе. Морфолошки докази указују на то да се подјела између афричких подврста дивљих мачака у Африци догодила на подручју Танзаније и Мозамбика.
На енглеском језику је познат и као грм мачка.'.

## Таксономија
ДНК рад у 2006. и 2007. години, изведен на полним хромозомима и митохондријској ДНК свих мачјих врста, у комбинацији са палеонтолошким истраживањима, открио је да су се мачке разишле у осам различитих лоза. Домаћа лоза мачака је посљедња лоза која се разилази, прије око 3,4 милиона година, у плиоцену, у пустињама и густим шумама медитеранског базена..
Фосилни докази за мачке су прилично оскудни. Основа лозе дивље мачке (Фелис силвестрис) је вјероватно Фелис луненсис, фосили који су пронађени у раном Вилакранковском периоду у депозиту у Тоскани. Интермедијарни облици између Фелис луненсис и Фелис силвестрис су откривени у плеистоценским депозитима, посебно у депозиту Петралона у Грчкој.
Многе књиге сада сматрају да је дивља мачка политипска врста, која обухвата неколико подврста: шумска мачка (Felis silvestris silvestris), подсахарска афричка дивља мачка, украшена мачка (Felis silvestris ornata), Биетова мачка (Felis silvestris bieti), мачка у рукавицама (Felis silvestris lybica) и домаћа мачка (Felis silvestris catus) 3,1. У 2007. години, генетске анализе су показале да је тачка дивергенције подврсте дивље мачке процјењена на прије 230.000 година.

## Распрострањеност
Ова мачка, дуго мјешана са афричком дивљом мачком (Felis silvestris lybica), се може наћи на југу Африке.

## Карактеристике
Тијело Felis lybica cafra је обиљежено вертикалним пругама, али оне могу варирати од слабих до сасвим различитих. Реп је прстенаст црном бојом и има црни врх. Брада и грло су бијели, а грудни кош је обично блијеђи од остатка тијела. Стопала су црна испод. Постоје двије фазе боје; гвоздена сива, са црним и бјеличастим мрљама, и смеђе-сива, са мање црним и већим пјегама. По изгледу је веома сличан домаћој мачки, иако су ноге пропорционално дуже. Најпрепознатљивија карактеристика је богата црвенкасто-смеђа боја на задњој страни ушију, преко стомака и на задњим ногама. Дужина тијела је 46–66,5 цм 46—665 cm (18—262 in) са дугим репом од 25–36 цм 25—36 cm (9,8—14,2 in); и распоном тежине 2.4–5.5 кг 24—55 kg (53—121 lb).

## Распрострањеност и станиште
Јужноафричка дивља мачка је широко распрострањена широм Африке јужно од екватора, али се не јавља дуж намибијске обале. Толерише широк спектар станишта која пружају неку врсту покрића.

## Екологија и понашање
Јужноафричке дивље мачке су углавном ноћне, проналазећи заклон у којем се могу одморити током дана. Њихове навике су усамљене, осим парења и подизања младих, и веома су територијалне. Они су прилагодљиви предатори, који преферирају лов на мале глодаре, али су у стању да промјене своју исхрану у складу са сезонским и дугорочним обиљем и доступношћу плијена. Примјећено је да лове и друге мале сисаре, птице, гмизавце, водоземце, инсекте и друге бескичмењаке. Највећи забиљежени плијен укључују зечеве, мале глодаре и птице до величине бисерки.

## Пријетње
Главна пријетња опстанку јужноафричке дивље мачке је њена тенденција да се укршта са домаћим мачкама у близини људских настамби. Остале пријетње укључују прогон од стране ловаца и пољопривредника, као и губитак станишта.